# Paopale Laok
Paopale Laok is een bestuurslaag in het regentschap Sampang van de provincie Oost-Java, Indonesië. Paopale Laok telt 10.199 inwoners (volkstelling 2010).